# Nathaniel Lammons
Nathaniel Lammons (* 12. August 1993 in Arlington, Texas) ist ein US-amerikanischer Tennisspieler, der vor allem im Doppel antritt.

## Karriere
Von 2012 bis 2016 studierte Lammons vor seiner Tenniskarriere an der Southern Methodist University und spielte dort auch in der College-Mannschaft College Tennis.
2015 nahm Lammons erstmals an Profilturnieren der dritthöchsten Turnierkategorie, der ITF Future Tour, teil. 2016 gewann er dort seine ersten beiden Titel im Doppel und beendete das Jahr auf Rang 762 der Weltrangliste. Während er im Folgejahr weitere sieben Futures im Doppel gewann und fortan auch an Turnieren der nächsthöheren Turnierkategorie der ATP Challenger Tour teilnehmen konnte und das Jahr auf Platz 202 der Rangliste abschloss, gewann er nur wenige Matches im Einzel und trat dort fortan weniger an. Seine beste Platzierung im Einzel ist ein 910. Rang vom Juli 2017.
Nach dem Erreichen einiger Halbfinals bei Challenger 2018 u. a. mit Alex Lawson und Robert Galloway als Partner, hatte Lammons mit Ruben Gonzales am meisten Erfolg. Mit ihm erreichte er drei Halbfinals, zudem ein Finale in Sopot und gewann schließlich das Turnier in Scheveningen. Mit Galloway als Partner rückte er zudem ins Hauptfeld der US Open nach und feierte so den Einstand bei einem Grand-Slam-Turnier. Zum Auftakt besiegten sie Kevin Kim und Reilly Opelka in zwei Sätzen und verloren im Anschluss gegen Ivan Dodig und Marcel Granollers. Nach dem Turnier erreichte Lammons mit Rang 120 einen neuen Höchstwert in der Weltrangliste.

## Erfolge
| Legende (Anzahl der Siege)  |
| Grand Slam                  |
| ATP World Tour Finals       |
| ATP World Tour Masters 1000 |
| ATP World Tour 500 (1)      |
| ATP World Tour 250 (9)      |
| ATP Challenger Tour (16)    |

| ATP-Titel nach Belag |
| Hartplatz (8)        |
| Sand (0)             |
| Rasen (2)            |

### Doppel

#### Turniersiege

##### ATP Tour
| Nr. | Datum              | Turnier           | Belag         | Partner         | Finalgegner                                  | Ergebnis          |
| --- | ------------------ | ----------------- | ------------- | --------------- | -------------------------------------------- | ----------------- |
| 1.  | 25. September 2022 | San Diego         | Hartplatz     | Jackson Withrow | Jason Kubler Luke Saville                    | 7:65, 6:2         |
| 2.  | 2. Oktober 2022    | Seoul             | Hartplatz     | Raven Klaasen   | Nicolás Barrientos Miguel Ángel Reyes Varela | 6:1, 7:5          |
| 3.  | 23. Juli 2023      | Newport           | Rasen         | Jackson Withrow | William Blumberg Max Purcell                 | 6:3, 5:7, [10:5]  |
| 4.  | 30. Juli 2023      | Atlanta (1)       | Hartplatz     | Jackson Withrow | Max Purcell Jordan Thompson                  | 7:63, 7:64        |
| 5.  | 26. August 2023    | Winston-Salem (1) | Hartplatz     | Jackson Withrow | Lloyd Glasspool Neal Skupski                 | 6:3, 6:4          |
| 6.  | 3. Oktober 2023    | Astana            | Hartplatz (i) | Jackson Withrow | Mate Pavić John Peers                        | 7:64, 7:67        |
| 7.  | 15. Juni 2024      | ’s-Hertogenbosch  | Rasen         | Jackson Withrow | Wesley Koolhof Nikola Mektić                 | 7:65, 7:63        |
| 8.  | 28. Juli 2024      | Atlanta (2)       | Hartplatz     | Jackson Withrow | André Göransson Sem Verbeek                  | 4:6, 6:4, [12:10] |
| 9.  | 4. August 2024     | Washington        | Hartplatz     | Jackson Withrow | Rafael Matos Marcelo Melo                    | 7:5, 6:3          |
| 10. | 24. August 2024    | Winston-Salem (2) | Hartplatz     | Jackson Withrow | Julian Cash Robert Galloway                  | 6:4, 6:3          |

##### ATP Challenger Tour
| Nr. | Datum              | Turnier             | Belag         | Partner          | Finalgegner                            | Ergebnis          |
| --- | ------------------ | ------------------- | ------------- | ---------------- | -------------------------------------- | ----------------- |
| 1.  | 21. Juli 2018      | Scheveningen        | Sand          | Ruben Gonzales   | Luis David Martínez Gonçalo Oliveira   | 6:3, 6:78, [10:5] |
| 2.  | 27. Januar 2019    | Newport Beach       | Hartplatz     | Robert Galloway  | Romain Arneodo Andrej Wassileuski      | 7:5, 7:61         |
| 3.  | 17. Februar 2019   | Cherbourg-Octeville | Hartplatz (i) | Robert Galloway  | Javier Barranco Cosano Raul Brancaccio | 4:6, 7:64, [10:8] |
| 4.  | 7. Juli 2019       | Ludwigshafen        | Sand          | Fernando Romboli | João Domingues Pedro Sousa             | 7:64, 6:1         |
| 5.  | 7. September 2019  | New Haven           | Hartplatz     | Robert Galloway  | Sander Gillé Joran Vliegen             | 7:5, 6:4          |
| 6.  | 16. Februar 2020   | Cleveland           | Hartplatz (i) | Treat Huey       | Luke Saville John-Patrick Smith        | 7:5, 6:2          |
| 7.  | 29. Februar 2020   | Columbus            | Hartplatz (i) | Treat Huey       | Lloyd Glasspool Alex Lawson            | 7:63, 7:64        |
| 8.  | 3. Oktober 2020    | Split (1)           | Sand          | Treat Huey       | André Göransson Hunter Reese           | 6:4, 7:63         |
| 9.  | 6. März 2021       | Nur-Sultan          | Hartplatz (i) | Jackson Withrow  | Nathan Pasha Max Schnur                | 6:4, 6:2          |
| 10. | 8. Mai 2021        | Biella              | Sand          | André Göransson  | Rafael Matos Felipe Meligeni Alves     | 7:63, 6:3         |
| 11. | 15. Mai 2021       | Heilbronn           | Sand          | Jackson Withrow  | André Göransson Sem Verbeek            | 6:74, 6:4, [10:8] |
| 12. | 20. November 2021  | Champaign           | Hartplatz (i) | Jackson Withrow  | Treat Huey Max Schnur                  | 6:4, 3:6, [10:6]  |
| 13. | 23. April 2022     | Split (2)           | Sand          | Albano Olivetti  | Sadio Doumbia Fabien Reboul            | 4:6, 7:66, [10:7] |
| 14. | 9. Juli 2022       | Salzburg            | Sand          | Jackson Withrow  | Alexander Erler Lucas Miedler          | 7:5, 5:7, [11:9]  |
| 15. | 17. September 2022 | Cary                | Hartplatz     | Jackson Withrow  | Treat Huey John-Patrick Smith          | 7:5, 2:6, [10:5]  |
| 16. | 19. März 2023      | Phoenix             | Hartplatz     | Jackson Withrow  | Hugo Nys Jan Zieliński                 | 6:71, 6:4, [10:8] |

#### Finalteilnahmen
| Nr. | Datum              | Turnier           | Belag         | Partner         | Finalgegner                        | Ergebnis           |
| --- | ------------------ | ----------------- | ------------- | --------------- | ---------------------------------- | ------------------ |
| 1.  | 26. Februar 2022   | Santiago de Chile | Sand          | André Göransson | Rafael Matos Felipe Meligeni Alves | 6:78, 6:73         |
| 2.  | 16. Oktober 2022   | Gijón             | Hartplatz (i) | Jackson Withrow | Máximo González Andrés Molteni     | 7:66, 6:74, [5:10] |
| 3.  | 14. Januar 2023    | Auckland          | Hartplatz     | Jackson Withrow | Nikola Mektić Mate Pavić           | 4:6, 7:65, [6:10]  |
| 4.  | 12. Februar 2023   | Dallas            | Hartplatz (i) | Jackson Withrow | Jamie Murray Michael Venus         | 6:1, 6:74, [7:10]  |
| 5.  | 4. März 2023       | Acapulco          | Hartplatz     | Jackson Withrow | Alexander Erler Lucas Miedler      | 6:79, 6:73         |
| 6.  | 26. September 2023 | Zhuhai            | Hartplatz     | Jackson Withrow | Jamie Murray Michael Venus         | 4:6, 4:6           |
| 7.  | 29. Oktober 2023   | Wien              | Hartplatz (i) | Jackson Withrow | Rajeev Ram Joe Salisbury           | 4:6, 7:5, [10:12]  |

## Abschneiden bei Grand-Slam-Turnieren

### Doppel
| Turnier         | 2018 | 2019 | 2020 | 2021 | 2022 | 2023 | 2024 | 2025 | Karriere |
| --------------- | ---- | ---- | ---- | ---- | ---- | ---- | ---- | ---- | -------- |
| Australian Open | —    | —    | —    | —    | 2    | 1    | AF   | 2    | AF       |
| French Open     | —    | —    | —    | —    | 1    | 1    | 1    | 1    | 1        |
| Wimbledon       | —    | —    |      | 1    | 1    | VF   | AF   | 1    | VF       |
| US Open         | 2    | 1    | 1    | 2    | 2    | VF   | HF   |      | HF       |